# 船越義珍

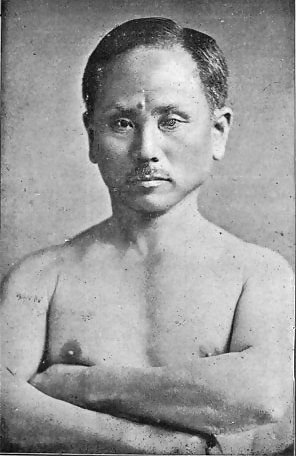
船越義珍

船越 義珍（ふなこし ぎちん、1868年12月23日〈明治元年11月10日〉 - 1957年〈昭和32年〉4月26日）は、沖縄県出身の空手家。初めて空手（当時は唐手）を本土に紹介した空手の先駆者であり、松濤館流の事実上の開祖。本土での空手普及に多大な功績があった。

## 生涯

### 生い立ち
船越義珍は、明治元年（1868年、戸籍上は明治3年）、冨名腰義枢の長男として、首里山川村（現・那覇市首里山川町）に生まれた。童名は思亀（ウミカミ）、唐名は容宜仁（ヨージニ）。容氏冨名腰家は、泊士族の名門・容氏山田家の支流（分家）であり、代々首里王府に仕えた下級士族（筑登之〈チクドゥン〉家）であった。祖父・義福は、聞得大君御殿（チフェウフジンウドゥン、最高神女・聞得大君の住まう御殿）の台所方筆者（書記職）を務め、退職の際には汀良村（現・那覇市首里汀良町）に家屋敷を賜ったとされるが、父・義枢が大酒飲みであったため一家は没落し、義珍が生まれたときには、借家住まいの困窮した生活を送っていた。
船越は早産だったこともあってか幼少の頃は病弱で、そのため母の実家・親泊家で育てられた。当初、医学校入学を希望していたが、士族の象徴である欹髻（カタカシラ・まげ）を切ることが条件であったため断念し、代わりに教員の道を選んだ。沖縄県尋常師範学校（明治13年開校。後、沖縄県師範学校に改称）の速成科（一年課程）を卒業すると、船越は準訓導の検定試験に合格し、数え年で21歳（明治20年）の時、まず代用教員（準訓導）として教師生活のスタートを切った。その後、尋常科正科訓導検定にも合格し、正教員（訓導）に昇格した。

### 沖縄時代

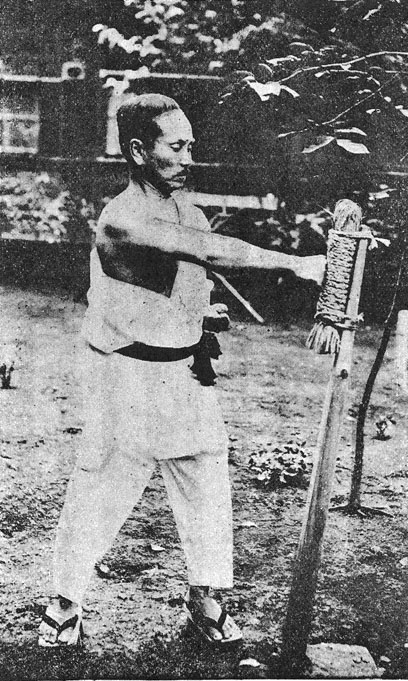
巻藁を突く船越義珍

湖城家（湖城流）の証言によれば、船越義珍は、明治18年（1885年）春、16歳の時に初め那覇手の大家・湖城大禎（1837年 - 1917年）に唐手を師事したとされる。しかし、5尺に満たない体格に那覇手が合わない、または大禎との折り合いが悪かったのか、船越が師事した期間はわずか三ヶ月間に留まった。
その後、船越は首里手の大家・安里安恒に本格的に師事することになった。首里貴族である安里が、泊士族の家系である船越に首里手を教授することになった理由は、船越が安里の長男と懇意であったからである。安里に師事した正確な時期は不明であるが、船越によれば、安里は最後の琉球国王であった尚泰侯爵に随行して、明治12年（1879年）から13年間、東京の麹町（千代田区）の尚家に仕えていたという。安里が沖縄に帰郷したのは、明治25年（1892年）であった。それゆえ、船越が安里に師事したのは、24歳以降であったと推定される。安里からは特に公相君（観空）の型を学び、これは船越得意の型となった。
なお、鎌倉の円覚寺境内に建てられた顕彰碑の碑文（大浜信泉書）には「十一歳の頃より唐手術を安里安恒、糸洲安恒の両師に学び…」とあるが、安里の東京滞在中と期間が重なり、信憑性に乏しい。船越は安里の唯一の弟子であった。また、安里に師事するかたわら、安里とは同じ松村宗棍門下で友人でもあった糸洲安恒にも師事したと言われている。しかし、摩文仁賢和の長男・摩文仁賢榮は、船越は息子の船越義豪を通じて、摩文仁賢和から糸洲の型を習得したのであり、糸洲には直接は師事していないと、その経歴を否定している。
小学校で教鞭を執りながら、船越は小学生達に唐手も指導していた。大正5年（1916年）頃、泊小学校で船越に唐手を習った長嶺将真によると、船越は生徒達にナイファンチ（鉄騎）やピンアン（平安）の型を教えていた。なお、藤原稜三によれば、船越は摩文仁賢和からピンアンを学んだという。これは、船越が安里の直弟子で、糸洲からピンアン（糸洲の創作型）を習得する十分な機会に恵まれなかったからだと思われる。しかし、後には「ピンアン先生」とあだ名されるほど、船越得意の型の一つになった。
その後、三十有余年続いた教員生活を終えると、船越は先輩や友人たちと私的に沖縄学生後援会や沖縄尚武会などを設立し、学生の支援や唐手の普及、統一の活動を始めた。
大正5年（1916年）京都武徳殿において唐手を演武。
大正6年（1917年）5月、船越は摩文仁賢和が自宅で開いた「沖縄唐手研究会」に参加。この会には、屋部憲通、花城長茂、宮城長順なども参加していた。また、大正8年（1919年）からは屋部憲通の推薦を受けて、沖縄県師範学校の予科（明治41年開設）の生徒達に、課外体育として唐手を指導した。
大正10年（1921年）3月、欧州外遊の途中、沖縄に立ち寄った昭和天皇（当時・皇太子）の前で、中学校・師範学校生徒が首里城で唐手の御前演武することになり、船越はその指揮を採った。

### 本土時代

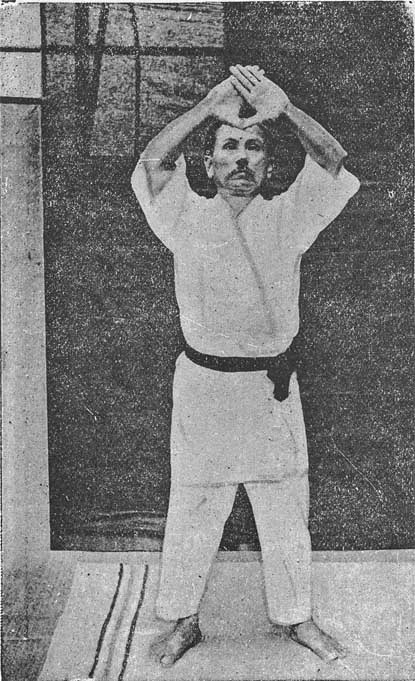
観空（公相君）を演武する船越義珍

大正11年（1922年）5月、船越は上京して文部省主催の第一回体育展覧会（東京女子高等師範学校附属教育博物館）において、唐手の型や組手の写真を二幅の掛け軸にまとめてパネル展示を行った。翌6月には、講道館に招かれて、嘉納治五郎と柔道有段者を前にして、船越と東京商科大学（現・一橋大学）の学生・儀間真謹の二人で、唐手の演武と解説を行った。このとき船越は公相君、儀間はナイファンチを演武した。下富坂（文京区）の道場に、二百人の館員が集まって参観したと言われる。船越は、そのまま東京に留まり、沖縄県出身者のための学生寮「明正塾」に寄宿しながら、東京で唐手の指導をすることになった。11月には、空手史上初となる『琉球拳法 唐手』を出版した。
講道館の演武は型だけの単独演武だったこともあり、乱取り稽古を重視する柔道家には、あまり強い印象を与えることができなかったとされる。唐手の稽古が型のみという問題は、その後も繰り返し柔道家の側から不満点として問題提起された。乱取りに相当する稽古がなければ、本当の実力を計る物差しが唐手にはないのではないかというのである。船越の初期の弟子であった大塚博紀（和道流開祖）や小西康裕（神道自然流開祖）によると、船越は当初15の型を持参して上京したが、組手はあまり知らなかったという。このため、大正13年（1924年）頃、大塚が中心となり、他の弟子の小西や下田武らも協力しながら、大塚や小西が学んでいた神道揚心流や竹内流柔術を参考にして、組手が作り上げられた。本土における約束組手の誕生である。空手の約束組手が神道揚心流に似ているのは、このためであると言う。大塚はさらに自由組手を唐手に導入しようと提案したが、これには船越が激しく反対し、そのため両者の関係は次第に難しくなったと言われている。
小西も、型を重視する船越に釈然としない事で、のちに船越を離れて本部朝基に弟子入りもする。教育者（スポーツ要素）である船越から、教育者と対極の場で実戦を経験をして重視する本部に就く事は、船越にしてみれば裏切りであり、「小西を許せん!」と声を上げている。
大正13年（1924年）、船越は「唐手研究会長・富名腰義珍」の名で、空手史上、初めての段位を発行した。段位授与者は、粕谷真洋、大塚博紀、小西康裕、儀間真謹らであった。同年10月、慶應義塾大学に唐手研究会が発足、翌14年（1925年）10月には、東京帝国大学にも唐手研究会が発足し、それぞれ船越が初代唐手師範に就任した。また、この年、船越は二冊目の著書『錬膽護身 唐手術』を出版している。前著が簡単なイラストによる型の挙動解説であったのに対して、この書では、型の解説に写真が採用された。後に、船越は型の立ち幅などを改変するが、この書は改変以前の船越の型を写真で確認することができ、本土空手の型の変遷を探る上で、貴重な資料となっている。
自由組手や試合化実現の問題は、船越の頭痛の種であった。昭和2年（1927年）、東大の唐手研究会が防具唐手を考案し、唐手の試合化を模索し始めると、船越はこれに抗議して、昭和4年（1929年）12月、東大師範を辞任している。船越は晩年までおおやけに空手の試合を認めることはなかったが、ただ船越が師範をつとめる大学空手部の中には、すでに昭和10年頃から船越には内緒で自由組手を行っていたようである。
同年、船越が師範を務める慶應義塾大学唐手研究会が機関誌において、般若心経の「空」の概念から、唐手を空手に改めると発表した。空手の表記は、花城長茂が明治38年（1905年）よりすでに使用していたが、東京で空手表記に改められたことにより、急速に空手表記が広まっていった。当初、沖縄空手界では反発もあったとされるが、昭和10年代になると、沖縄県でもこれに追随して空手表記が広まった。本土で空手の表記が広まる中、唐手表記に固執すると、発祥の地である沖縄県の地位が危うくなると懸念されたためである。昭和3年（1928年）3月には、特に宮内省より召され宮中濟寧館において門下15名を率いて演武。 昭和5年（1930年）11月3、4日に明治神宮鎮座十年祭 奉納武道形大会が開催され、この時の要覧に富名腰は流派名を便宜上「昭霊流少林派」とし、肩書は大日本唐手研究會々長（元沖縄県師範学校師範、沖縄尚武會長）としている。昭和6年（1931年）9月には、当時早稲田大学柔道部に籍を置いていた高等学院生野口宏が船越を師範に招き、空手研究会を創設した。会長には教授大浜信泉が就任し、そのまま部長に就任、昭和8年（1933年）早稲田大学空手部となった。同年2月、植村常次郎が編集兼発行人となり『富名腰義珍先生還暦記念詩文集』（非売品）を発行  。昭和10年（1936年）、船越は三冊目となる著書『空手道教範』を出版した。この書では、日本の他の武道のように、新たに「道」の字を付けて、こうして唐手術は空手道という呼称に改められた。
昭和13年（1939年）秋には明治神宮体育大会に当局の招請に応じ船越自ら号令指揮をとり、各校選抜300人の門下が団体演武して大会プログラムの最終を飾り、秩父宮様の台覧を賜る 。昭和14年（1940年）7月、大日本武徳會より船越義珍と義豪が空手術錬士の称号を受有したが、すでに宮城長順（剛柔流）、小西康裕（神道自然流）が昭和12年5月に教士を、大塚博紀(和道流)が前年の昭和13年7月に錬士の称号を受有していたため、船越は三男・義豪と同列で錬士の称号を受有したことに不満をもらしていた。この年、船越は豊島区雑司ヶ谷に念願の「松濤館」道場を建設し本郷区真砂町（現・文京区）の道場から移った。しかし、この松濤館は昭和20年（1945年）に戦災で焼失した。また、同年、11月24日に船越の後継者として自他共に認める三男・義豪が病のため死去した。船越にとっては、苦悩の年であった。
（注）「富名腰」から「船越」への改姓は戦後といわれているが、昭和18年初版発行の『空手入門』では船越姓であり、昭和10年に初版が発行された『空手道教範』の最終版である昭和19年発行の『増補 空手道教範』（修補4版、1500部印刷）では初版のまま富名腰姓が使われているので、戦中の昭和18年には「船越」姓が使われていた。

### 晩年

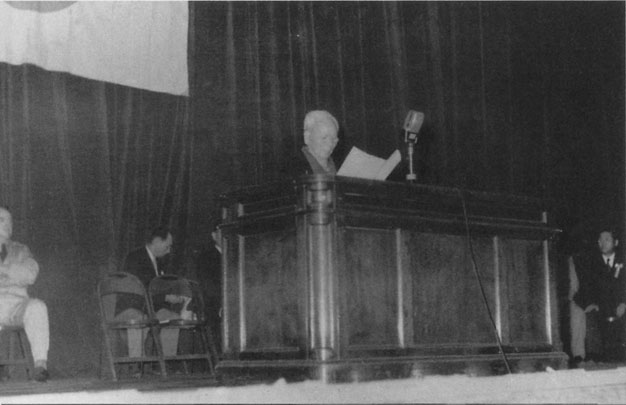
空手普及三十周年記念式典で講演する晩年の松濤翁。1953年。

昭和22年（1947年）、船越は疎開先の大分県から帰京する。東京では、早稲田大学空手部が昭和21年（1946年）から、活動を再開していた。昭和23年（1948年）、船越の門弟達が中心となって日本空手協会が結成、船越はその初代最高師範に就任した。昭和28年（1953年）には、神田共立講堂にて、船越上京30周年を記念して、「空手普及三十周年記念式典」が開催された（実際は31年目）。
昭和23年（1948年）頃、船越と糸洲安恒の晩年の高弟である遠山寛賢との間で「空手の本家」を巡る論争を起きた。糸洲の直系弟子を自認する遠山は、「船越は糸洲門下では傍系に過ぎず、糸洲の直系に連ならない者は沖縄空手の正統とはいえない。」と主張した。また、遠山が沖縄師範学校の本科卒業生であるのに対して、船越は沖縄県師範学校の速成科（一年課程）出身であったことも、この論争の争点の一つであった。遠山は、師範学校本科で糸洲から学んだ者のみが糸洲の後継者であると主張した。
しかし、糸洲が師範学校で教え始めたのは、1905年（明治38年）からであり、たとえ船越が本科に入学していたにしろ、（戸籍上は）1870年（明治3年）生まれの船越が糸洲に師事する機会はありえなかった。いずれにしろ、遠山－船越論争を通じて、糸洲門下の弟子の中に、直系と傍系の差別意識があったことは確かのようである。
昭和24年（1949年）5月に船越を中心として西郷吉之助を会長に日本空手協会を設立。昭和30年（1955年）、日本空手協会本部道場が完成、その開所式に船越は出席した。しかし、協会から独立した廣西元信ら松濤会所属の門弟達に遠慮して、中立な立場でいたいと考えた船越は、この道場にはその後出向かなかったと言われている。翌31年（1956年）4月、船越は協会の最高技術顧問を辞退する旨の手紙を送っている。両者の和解を願いながら、昭和32年（1957年）4月26日、永眠した。享年90歳。
船越の人柄について、自由組手の問題で袂を分かった大塚博紀は、のちに「船越さんという人は子供のような心の持主で実に正直な人でした」と評価を下している。船越は、本土の空手普及に大いに功績があったが、その実力については疑問の声も上がっている。著名な空手研究家・金城裕は、船越の松濤二十訓の11「空手は湯の如し絶えず熱度を与えざれば元の水に還る」を例にあげて、空手を長年稽古していれば簡単にお湯が水に戻るようなことはない、あれは素人の考えだと断じている。その一方で、直弟子であった江上茂の述懐によれば、当時20代の江上の上段突きを、70歳に近かった船越はやんわりと受けて重心を崩し、逆に中段突きを打ち込んだという。また全日本空手道連盟の専務理事だった高木房次郎は座談会の中で船越を述懐して、高木が若かったころに船越と小幡功とともに箱根に行った時に、高木が船越に生意気にも「空手とはなんだ」と尋ねたところ、船越は「高木君、その外は何だ」というから「観水楼ですよ」と答えた。すると「そこは何だか知っているか」「知りません」「川だよ、下りられるか」「さあどうでしょう」「そういうことを事前に見ていくのが空手なんだよ」と言ったまま寝込んでしまったという船越との禅問答のようなエピソードを語っている。
船越は、生涯、自らの流派を名乗らなかったが、船越の系統は一般に松濤館流と呼ばれ、事実上の開祖と位置づけられている。今日、松濤館流は、日本四大流派の一つに数えられている。
船越義珍の弟子は数え挙げればきりがないが、主な者を列挙すると、粕谷真洋、儀間真謹、大塚博紀（和道流）、小西康裕（神道自然流）、下田武、船越義豪、中山正敏、江上茂、廣西元信、高木正朝、岩田成志、岡野友三郎らがいる。
なお、船越は漢学をはじめ和歌・書道にも幼少の頃から親しみ、松濤館流の名は、船越の雅号・松濤に由来している。
墓所は神奈川県川崎市の日蓮宗善正寺にある（戒名「松濤院殿義珍日叡大居士」）。毎年4月29日には鎌倉の円覚寺の境内にある「空手に先手なし」の顕彰碑の前で松濤同門会が船越を偲び、松濤祭として松濤館の各団体、大学空手部が演武を行っている。
船越についてのさらに詳しい論考については、空手総合雑誌『新・空手道』の編集人である藍原しんや（「空手古書道連盟」主宰）が「＜特別寄稿＞ 空手本土普及100周年　1922年の船越義珍考察」と題して4頁にわたり出稿しているので参考になる。

## 松濤二十訓（空手二十箇条）　自奮詩
1. 空手道は礼に始まり礼に終る事を忘るな
2. 空手に先手なし
3. 空手は義の補（たす）け
4. 先づ自己を知れ而して他を知れ
5. 技術より心術
6. 心は放（はな）たん事を要す
7. 禍（わざわい）は懈怠（かいたい）に生ず
8. 道場のみの空手と思ふな
9. 空手の修業は一生である
10. 凡ゆるものを空手化せよ其処に妙味あり
11. 空手は湯の如し絶えず熱度を与えざれば元の水に還（かえ）る
12. 勝つ考は持つな負けぬ考は必要
13. 敵に因って轉化せよ
14. 戦は虚実の操縦如何に在り
15. 人の手足を剣と思へ
16. 男子門を出づれば百万の敵あり
17. 構は初心者に後は自然体
18. 形は正しく実戦は別物
19. 力の強弱体の伸縮技の緩急を忘るな
20. 常に思念工夫せよ

【自奮詩】
海南神技是空拳        　　　海南の神技是れ空拳
可恨衰微絶正傳　　　　　恨む可し衰微して正傳を絶つ
誰作中興大成業　　　　　誰か作さん中興大成の業
斯心奮発誓蒼天　　　　　斯の心奮発して蒼天に誓う

## 著作
- 『琉球拳法 唐手』武俠社 大正11年
- 『錬膽護身 唐手術』東京廣文堂（奥付は「廣文堂」） 大正14年
- 『空手道教範』大倉廣文堂 昭和10年
- 『増補　空手道教範』廣文堂書店 昭和16年
- 『空手入門』國防武道協會 昭和18年
- 『増補　空手道教範』廣文堂 昭和19年
- 『改訂増補　空手入門』天地書房 昭和26年
- 『空手道一路』産業経済新聞社 昭和31年
- 『空手道教範』日月社 昭和33年
- 『空手道教範』日月社 昭和38年
- 『錬膽護身 唐手術』榕樹社 1997年（復刻版） ISBN 4-947667-34-6
- 『愛蔵版 空手道一路』榕樹書林 2004年（復刻版）ISBN 4-947667-70-2
- 『琉球拳法 唐手』榕樹書林 2006年（復刻・普及版）ISBN 4-89805-117-0
- 『空手道教範』榕樹書林 2012年（復刻版）ISBN 978-4-89805-161-0